# تونی باسگلوپ
آنتونی جان باسگلوپ (زاده ژوئیه ۱۹۶۸)   یک نویسنده تلویزیونی بریتانیایی است که بیشتر به خاطر نویسندگی درون انسان (۲۰۱۲)، آنچه می‌ماند (۲۰۱۳)، خدمتکار (۲۰۱۹-۲۰۲۳) و مینی‌سریال تا انتهای زمین اقتباسی از سه‌گانه ویلیام گلدینگ شناخته شده است.

## در آغاز کار
باسگلوپ یک قسمت از سریال بخش کودکان را نوشت که از آی‌تی‌وی پخش شد. در سال ۱۹۹۸ او اپیزودی از حادثه به نام «اسباب بازی‌ها و پسران» را در سری ۱۳ نوشت. این قسمت ۱۲٫۵۸ میلیون نفر تماشا کردند.  در سال ۲۰۰۰ او درام جنایی تابستان در حومه را نوشت که توسط دیوید آتوود کارگردانی شد.  
بین سال‌های ۱۹۹۶ و ۲۰۰۲ باسگلوپ چهل و چهار قسمت از ایست‌اندرز را نوشت.  اولین قسمت او در ۲۱ اکتبر ۱۹۹۶ و آخرین قسمت در ۳ دسامبر ۲۰۰۲ پخش شد. در سال ۲۰۰۱ او اولین قسمت از ساکنان ،  و کمدی کوتاه آن تو نیستی، آن منم را نوشت. در سال ۲۰۰۴ او اپیزودی از قانون‌شکنان به نام موضع نرم را نوشت. او در سال‌های ۲۰۰۳ و ۲۰۰۴ دو قسمت از معلمان را نوشت.